# Lista över olympiska herrmedaljörer i kanotsport
Det här är en komplett lista över alla medaljörer i kanotsport vid olympiska sommarspelen från 1936 till 2020, på herrsidan.

## Medaljörer

### Nuvarande grenar

#### Slalom

##### C-1
| Spel                            | Guld                                   | Silver                                 | Brons                                  |
| München 1972 Detaljer...        | Reinhard Eiben (GDR)                   | Reinhold Kauder (FRG)                  | James McEwan (USA)                     |
| 1976–1988                       | Ingick inte i det olympiska programmet | Ingick inte i det olympiska programmet | Ingick inte i det olympiska programmet |
| Barcelona 1992 Detaljer...      | Lukáš Pollert (TCH)                    | Gareth Marriott (GBR)                  | Jacky Avril (FRA)                      |
| Atlanta 1996 Detaljer...        | Michal Martikán (SVK)                  | Lukáš Pollert (CZE)                    | Patrice Estanguet (FRA)                |
| Sydney 2000 Detaljer...         | Tony Estanguet (FRA)                   | Michal Martikán (SVK)                  | Juraj Minčík (SVK)                     |
| Aten 2004 Detaljer...           | Tony Estanguet (FRA)                   | Michal Martikán (SVK)                  | Stefan Pfannmöller (GER)               |
| Peking 2008 Detaljer...         | Michal Martikán (SVK)                  | David Florence (GBR)                   | Robin Bell (AUS)                       |
| London 2012 Detaljer...         | Tony Estanguet (FRA)                   | Sideris Tasiadis (GER)                 | Michal Martikán (SVK)                  |
| Rio de Janeiro 2016 Detaljer... | Denis Gargaud Chanut (FRA)             | Matej Beňuš (SVK)                      | Takuya Haneda (JPN)                    |
| Tokyo 2020 Detaljer...          | Benjamin Savšek (SLO)                  | Lukáš Rohan (CZE)                      | Sideris Tasiadis (GER)                 |

##### K-1
| Spel                            | Guld                                   | Silver                                 | Brons                                  |
| München 1972 Detaljer...        | Siegbert Horn (GDR)                    | Norbert Sattler (AUT)                  | Harald Gimpel (GDR)                    |
| 1976–1988                       | Ingick inte i det olympiska programmet | Ingick inte i det olympiska programmet | Ingick inte i det olympiska programmet |
| Barcelona 1992 Detaljer...      | Pierpaolo Ferrazzi (ITA)               | Sylvain Curinier (FRA)                 | Jochen Lettmann (GER)                  |
| Atlanta 1996 Detaljer...        | Oliver Fix (GER)                       | Andraž Vehovar (SLO)                   | Thomas Becker (GER)                    |
| Sydney 2000 Detaljer...         | Thomas Schmidt (GER)                   | Paul Ratcliffe (GBR)                   | Pierpaolo Ferrazzi (ITA)               |
| Aten 2004 Detaljer...           | Benoît Peschier (FRA)                  | Campbell Walsh (GBR)                   | Fabien Lefèvre (FRA)                   |
| Peking 2008 Detaljer...         | Alexander Grimm (GER)                  | Fabien Lefèvre (FRA)                   | Benjamin Boukpeti (TOG)                |
| London 2012 Detaljer...         | Daniele Molmenti (ITA)                 | Vavřinec Hradilek (CZE)                | Hannes Aigner (GER)                    |
| Rio de Janeiro 2016 Detaljer... | Joseph Clarke (GBR)                    | Peter Kauzer (SLO)                     | Jiří Prskavec (CZE)                    |
| Tokyo 2020 Detaljer...          | Jiří Prskavec (CZE)                    | Jakub Grigar (SVK)                     | Hannes Aigner (GER)                    |

#### Slätvatten

##### C-1 1000 meter

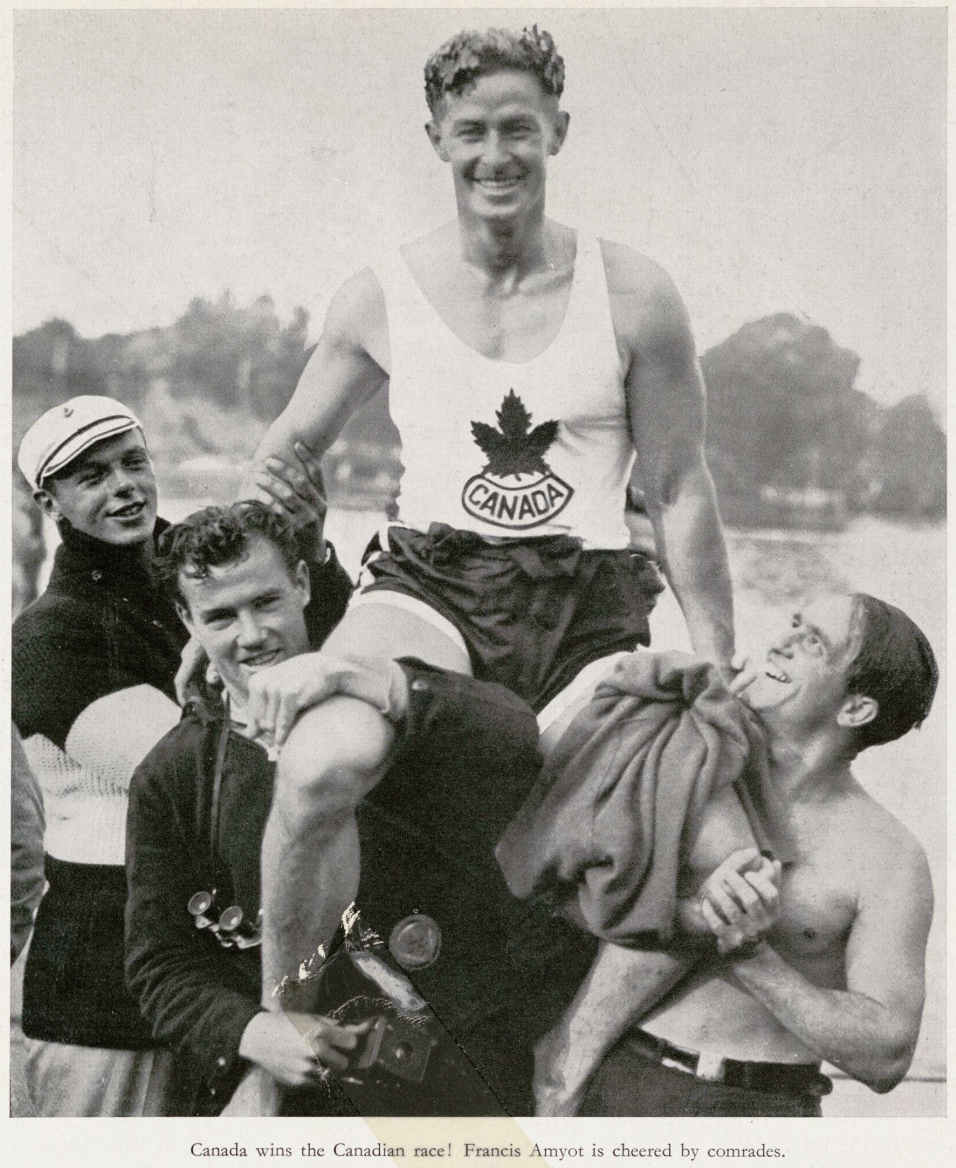
Frank Amyot efter att ha vunnit 1 000-metersloppet i kanadensare vid OS 1936.

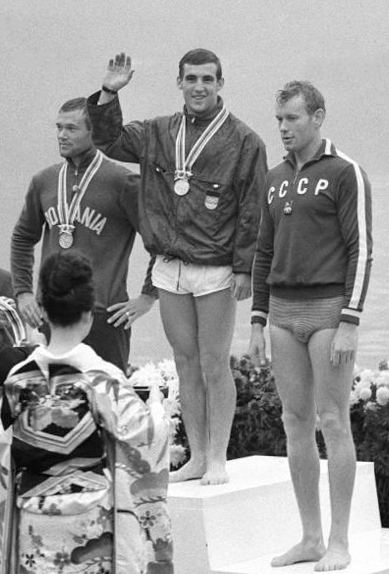
Medaljörerna i C-1 1 000 meter vid sommarspelen 1964.

| Spel                            | Guld                    | Silver                  | Brons                        |
| Berlin 1936 Detaljer...         | Frank Amyot (CAN)       | Bohuslav Karlík (TCH)   | Erich Koschik (GER)          |
| London 1948 Detaljer...         | Josef Holeček (TCH)     | Douglas Bennett (CAN)   | Robert Boutigny (FRA)        |
| Helsingfors 1952 Detaljer...    | Josef Holeček (TCH)     | János Parti (HUN)       | Olavi Ojanperä (FIN)         |
| Melbourne 1956 Detaljer...      | Leon Rotman (ROU)       | István Hernek (HUN)     | Gennadj Bucharin (URS)       |
| Rom 1960 Detaljer...            | János Parti (HUN)       | Aleksandr Silajev (URS) | Leon Rotman (ROU)            |
| Tokyo 1964 Detaljer...          | Jürgen Eschert (EUA)    | Andrei Igorov (ROU)     | Jevgenj Penjajev (URS)       |
| Mexico City 1968 Detaljer...    | Tibor Tatai (HUN)       | Detlef Lewe (FRG)       | Vitalj Galkov (URS)          |
| München 1972 Detaljer...        | Ivan Patzaichin (ROU)   | Tamás Wichmann (HUN)    | Detlef Lewe (FRG)            |
| Montréal 1976 Detaljer...       | Matija Ljubek (YUG)     | Vasyl Jurtjenko (URS)   | Tamás Wichmann (HUN)         |
| Moskva 1980 Detaljer...         | Ljubomir Ljubenov (BUL) | Sergej Postrechin (URS) | Eckhard Leue (GDR)           |
| Los Angeles 1984 Detaljer...    | Ulrich Eicke (FRG)      | Larry Cain (CAN)        | Henning Lynge Jakobsen (DEN) |
| Seoul 1988 Detaljer...          | Ivans Klementjevs (URS) | Jörg Schmidt (GDR)      | Nikolaj Buchalov (BUL)       |
| Barcelona 1992 Detaljer...      | Nikolaj Buchalov (BUL)  | Ivans Klementjevs (LAT) | György Zala (HUN)            |
| Atlanta 1996 Detaljer...        | Martin Doktor (CZE)     | Ivans Klementjevs (LAT) | György Zala (HUN)            |
| Sydney 2000 Detaljer...         | Andreas Dittmer (GER)   | Ledis Balceiro (CUB)    | Stephen Giles (CAN)          |
| Aten 2004 Detaljer...           | David Cal (ESP)         | Andreas Dittmer (GER)   | Attila Vajda (HUN)           |
| Peking 2008 Detaljer...         | Attila Vajda (HUN)      | David Cal (ESP)         | Thomas Hall (CAN)            |
| London 2012 Detaljer...         | Sebastian Brendel (GER) | David Cal (ESP)         | Mark Oldershaw (CAN)         |
| Rio de Janeiro 2016 Detaljer... | Sebastian Brendel (GER) | Isaquias Queiroz (BRA)  | Ilja Sjtokalov (RUS)         |
| Tokyo 2020 Detaljer...          | Isaquias Queiroz (BRA)  | Liu Hao (CHN)           | Serghei Tarnovschi (MDA)     |

##### C-2 500 meter
| Spel                         | Guld                                               | Silver                                       | Brons                                           |
| Montréal 1976 Detaljer...    | Sovjetunionen Serhei Petrenko Aleksandr Vinogradov | Polen Andrzej Gronowicz Jerzy Opara          | Ungern Tamás Buday Oszkár Frey                  |
| Moskva 1980 Detaljer...      | Ungern László Foltán István Vaskúti                | Rumänien Ivan Patzaichin Petre Capusta       | Bulgarien Borislav Ananiev Nikolai Ilkov        |
| Los Angeles 1984 Detaljer... | Jugoslavien Matija Ljubek Mirko Nišović            | Rumänien Ivan Patzaichin Toma Simionov       | Spanien Enrique Míguez Narcisco Suárez          |
| Seoul 1988 Detaljer...       | Sovjetunionen Viktor Renejskij Nicolae Juravschi   | Polen Marek Dopierała Marek Łbik             | Frankrike Philippe Renaud Joël Bettin           |
| Barcelona 1992 Detaljer...   | OSS Dmitri Dovgalenok Aleksandr Maseikov           | Tyskland Ulrich Papke Ingo Spelly            | Bulgarien Martin Marinov Blagovest Stojanov     |
| Atlanta 1996 Detaljer...     | Ungern György Kolonics Csaba Horváth               | Moldavien Viktor Renejskij Nicolae Juravschi | Rumänien Grigore Obreja Gheorghe Andriev        |
| Sydney 2000 Detaljer...      | Ungern Ferenc Novák Imre Pulai                     | Polen Daniel Jędraszko Paweł Baraszkiewicz   | Rumänien Mitică Pricop Florin Popescu           |
| Aten 2004 Detaljer...        | Kina Meng Guanliang Yang Wenjun                    | Kuba Ibrahim Rojas Ledis Balceiro            | Ryssland Alexander Kostoglod Aleksandr Kovaljov |
| Peking 2008 Detaljer...      | Kina Meng Guanliang Yang Wenjun                    | Ryssland Sergej Ulegin Alexander Kostoglod   | Tyskland Christian Gille Tomasz Wylenzek        |
| 2012–2020                    | Ingick inte i det olympiska programmet             | Ingick inte i det olympiska programmet       | Ingick inte i det olympiska programmet          |
| Paris 2024 Detaljer...       |                                                    |                                              |                                                 |

##### K-1 1000 meter

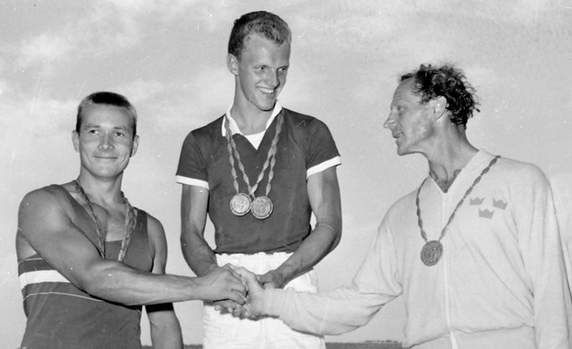
Medaljörerna på 1 000 meter kajak vid OS i Rom 1960.

| Spel                            | Guld                       | Silver                     | Brons                    |
| Berlin 1936 Detaljer...         | Gregor Hradetzky (AUT)     | Helmut Cämmerer (GER)      | Jaap Kraaier (NED)       |
| London 1948 Detaljer...         | Gert Fredriksson (SWE)     | Johan Andersen (DEN)       | Henri Eberhardt (FRA)    |
| Helsingfors 1952 Detaljer...    | Gert Fredriksson (SWE)     | Thorvald Strömberg (FIN)   | Louis Gantois (FRA)      |
| Melbourne 1956 Detaljer...      | Gert Fredriksson (SWE)     | Igor Pissarov (URS)        | Lajos Kiss (HUN)         |
| Rom 1960 Detaljer...            | Erik Hansen (DEN)          | Imre Szöllősi (HUN)        | Gert Fredriksson (SWE)   |
| Tokyo 1964 Detaljer...          | Rolf Peterson (SWE)        | Mihály Hesz (HUN)          | Aurel Vernescu (ROU)     |
| Mexico City 1968 Detaljer...    | Mihály Hesz (HUN)          | Aleksandr Sjaparenko (URS) | Erik Hansen (DEN)        |
| München 1972 Detaljer...        | Aleksandr Sjaparenko (URS) | Rolf Peterson (SWE)        | Géza Csapó (HUN)         |
| Montréal 1976 Detaljer...       | Rüdiger Helm (GDR)         | Géza Csapó (HUN)           | Vasile Dîba (ROU)        |
| Moskva 1980 Detaljer...         | Rüdiger Helm (GDR)         | Alain Lebas (FRA)          | Ion Bîrlădeanu (ROU)     |
| Los Angeles 1984 Detaljer...    | Alan Thompson (NZL)        | Milan Janić (YUG)          | Greg Barton (USA)        |
| Seoul 1988 Detaljer...          | Greg Barton (USA)          | Grant Davies (AUS)         | André Wohllebe (GDR)     |
| Barcelona 1992 Detaljer...      | Clint Robinson (AUS)       | Knut Holmann (NOR)         | Greg Barton (USA)        |
| Atlanta 1996 Detaljer...        | Knut Holmann (NOR)         | Beniamino Bonomi (ITA)     | Clint Robinson (AUS)     |
| Sydney 2000 Detaljer...         | Knut Holmann (NOR)         | Petar Merkov (BUL)         | Tim Brabants (GBR)       |
| Aten 2004 Detaljer...           | Eirik Verås Larsen (NOR)   | Ben Fouhy (NZL)            | Adam van Koeverden (CAN) |
| Peking 2008 Detaljer...         | Tim Brabants (GBR)         | Eirik Verås Larsen (NOR)   | Ken Wallace (AUS)        |
| London 2012 Detaljer...         | Eirik Verås Larsen (NOR)   | Adam van Koeverden (CAN)   | Max Hoff (GER)           |
| Rio de Janeiro 2016 Detaljer... | Marcus Walz (ESP)          | Josef Dostál (CZE)         | Roman Anosjkin (RUS)     |
| Tokyo 2020 Detaljer...          | Bálint Kopasz (HUN)        | Ádám Varga (HUN)           | Fernando Pimenta (POR)   |

##### K-2 500 meter
| Spel                         | Guld                                               | Silver                                             | Brons                                     |
| Montréal 1976 Detaljer...    | Östtyskland Joachim Mattern Bernd Olbricht         | Sovjetunionen Sergej Nagornyj Vladimir Romanovskij | Rumänien Larion Serghei Policarp Malîhin  |
| Moskva 1980 Detaljer...      | Sovjetunionen Vladimir Parfenovitj Sergej Tjuchraj | Spanien Herminio Menéndez Guillermo del Riego      | Östtyskland Rüdiger Helm Bernd Olbricht   |
| Los Angeles 1984 Detaljer... | Nya Zeeland Ian Ferguson Paul MacDonald            | Sverige Per-Inge Bengtsson Lars-Erik Moberg        | Kanada Hugh Fisher Alwyn Morris           |
| Seoul 1988 Detaljer...       | Nya Zeeland Ian Ferguson Paul MacDonald            | Sovjetunionen Igor Nagajev Viktor Denisov          | Ungern Attila Ábrahám Ferenc Csipes       |
| Barcelona 1992 Detaljer...   | Tyskland Kay Bluhm Torsten Gutsche                 | Polen Maciej Freimut Wojciech Kurpiewski           | Italien Bruno Dreossi Antonio Rossi       |
| Atlanta 1996 Detaljer...     | Tyskland Kay Bluhm Torsten Gutsche                 | Italien Beniamino Bonomi Daniele Scarpa            | Australien Andrew Trim Daniel Collins     |
| Sydney 2000 Detaljer...      | Ungern Zoltán Kammerer Botond Storcz               | Australien Andrew Trim Daniel Collins              | Tyskland Ronald Rauhe Tim Wieskötter      |
| Aten 2004 Detaljer...        | Tyskland Ronald Rauhe Tim Wieskötter               | Australien Clint Robinson Nathan Baggaley          | Belarus Raman Piatrusjenka Vadzim Machneu |
| Peking 2008 Detaljer...      | Spanien Saúl Craviotto Carlos Pérez                | Tyskland Ronald Rauhe Tim Wieskötter               | Belarus Raman Piatrusjenka Vadzim Machneu |
| 2012–2020                    | Ingick inte i det olympiska programmet             | Ingick inte i det olympiska programmet             | Ingick inte i det olympiska programmet    |
| Paris 2024 Detaljer...       |                                                    |                                                    |                                           |

##### K-4 500 meter
| Spel                   | Guld                                                          | Silver                                                            | Brons                                                    |
| Tokyo 2020 Detaljer... | Tyskland Max Rendschmidt Ronald Rauhe Tom Liebscher Max Lemke | Spanien Saúl Craviotto Marcus Walz Carlos Arévalo Rodrigo Germade | Slovenien Samuel Baláž Denis Myšák Erik Vlček Adam Botek |

### Borttagna grenar

#### Slalom

##### C-2
| Spel                            | Guld                                            | Silver                                          | Brons                                           |
| München 1972 Detaljer...        | Östtyskland Walter Hofmann Rolf-Dieter Amend    | Västtyskland Hans-Otto Schumacher Wilhelm Baues | Frankrike Jean-Louis Olry Jean-Claude Olry      |
| 1976–1988                       | Ingick inte i det olympiska programmet          | Ingick inte i det olympiska programmet          | Ingick inte i det olympiska programmet          |
| Barcelona 1992 Detaljer...      | USA Joe Jacobi Scott Strausbaugh                | Tjeckoslovakien Jiří Rohan Miroslav Šimek       | Frankrike Frank Adisson Wilfrid Forgues         |
| Atlanta 1996 Detaljer...        | Frankrike Frank Adisson Wilfrid Forgues         | Tjeckien Jiří Rohan Miroslav Šimek              | Tyskland Andre Ehrenberg Michael Senft          |
| Sydney 2000 Detaljer...         | Slovakien Pavol Hochschorner Peter Hochschorner | Polen Krzysztof Kołomański Michał Staniszewski  | Tjeckien Marek Jiras Tomáš Máder                |
| Aten 2004 Detaljer...           | Slovakien Pavol Hochschorner Peter Hochschorner | Tyskland Marcus Becker Stefan Henze             | Tjeckien Jaroslav Volf Ondřej Štěpánek          |
| Peking 2008 Detaljer...         | Slovakien Pavol Hochschorner Peter Hochschorner | Tjeckien Ondřej Štěpánek Jaroslav Volf          | Ryssland Michail Kuznetsov Dmitrj Larionov      |
| London 2012 Detaljer...         | Storbritannien Timothy Baillie Etienne Stott    | Storbritannien David Florence Richard Hounslow  | Slovakien Pavol Hochschorner Peter Hochschorner |
| Rio de Janeiro 2016 Detaljer... | Slovakien Ladislav Škantár Peter Škantár        | Storbritannien David Florence Richard Hounslow  | Frankrike Gauthier Klauss Matthieu Péché        |

#### Slätvatten

##### C-1 200 meter
| Spel                            | Guld               | Silver                    | Brons                  |
| London 2012 Detaljer...         | Jurij Tjeban (UKR) | vakant                    | Ivan Sjtyl (RUS)       |
| Rio de Janeiro 2016 Detaljer... | Jurij Tjeban (UKR) | Valentin Demyanenko (AZE) | Isaquias Queiroz (BRA) |

##### C-1 500 meter
| Spel                         | Guld                    | Silver                       | Brons                 |
| Montréal 1976 Detaljer...    | Aleksandr Rogov (URS)   | John Wood (CAN)              | Matija Ljubek (YUG)   |
| Moskva 1980 Detaljer...      | Sergej Postrechin (URS) | Ljubomir Ljubenov (BUL)      | Olaf Heukrodt (GDR)   |
| Los Angeles 1984 Detaljer... | Larry Cain (CAN)        | Henning Lynge Jakobsen (DEN) | Costicǎ Olaru (ROU)   |
| Seoul 1988 Detaljer...       | Olaf Heukrodt (GDR)     | Michał Śliwiński (URS)       | Martin Marinov (BUL)  |
| Barcelona 1992 Detaljer...   | Nikolaj Buchalov (BUL)  | Michał Śliwiński (EUN)       | Olaf Heukrodt (GER)   |
| Atlanta 1996 Detaljer...     | Martin Doktor (CZE)     | Slavomír Kňazovický (SVK)    | Imre Pulai (HUN)      |
| Sydney 2000 Detaljer...      | György Kolonics (HUN)   | Maksim Opalev (RUS)          | Andreas Dittmer (GER) |
| Aten 2004 Detaljer...        | Andreas Dittmer (GER)   | David Cal (ESP)              | Maksim Opalev (RUS)   |
| Peking 2008 Detaljer...      | Maksim Opalev (RUS)     | David Cal (ESP)              | Jurij Tjeban (UKR)    |

##### C-1 10 000 meter
| Spel                         | Guld                  | Silver             | Brons                  |
| London 1948 Detaljer...      | František Čapek (TCH) | Frank Havens (USA) | Norman Lane (CAN)      |
| Helsingfors 1952 Detaljer... | Frank Havens (USA)    | Gábor Novák (HUN)  | Alfréd Jindra (TCH)    |
| Melbourne 1956 Detaljer...   | Leon Rotman (ROU)     | János Parti (HUN)  | Gennady Bucharin (URS) |

##### C-2 1000 meter

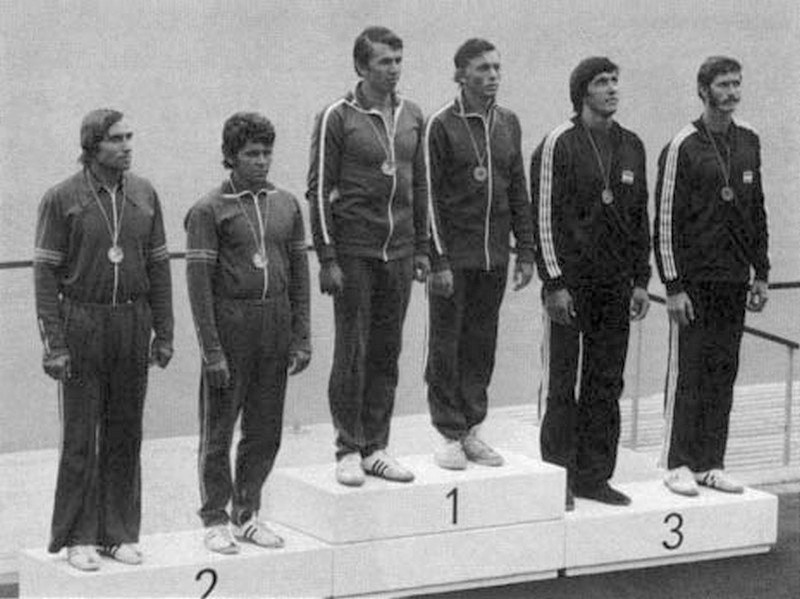
Medaljörerna i C-2 1 000 meter vid sommarspelen 1976.

| Spel                            | Guld                                               | Silver                                            | Brons                                        |
| Berlin 1936 Detaljer...         | Tjeckoslovakien Vladimír Syrovátka Jan Brzák-Felix | Österrike Rupert Weinstabl Karl Proisl            | Kanada Frank Saker Harvey Charters           |
| London 1948 Detaljer...         | Tjeckoslovakien Jan Brzák-Felix Bohumil Kudrna     | USA Steven Lysak Stephen Macknowski               | Frankrike Georges Dransart Georges Gandil    |
| Helsingfors 1952 Detaljer...    | Danmark Bent Peder Rasch Finn Haunstoft            | Tjeckoslovakien Jan Brzák-Felix Bohumil Kudrna    | Tyskland Egon Drews Wilfried Soltau          |
| Melbourne 1956 Detaljer...      | Rumänien Alexe Dumitru Simion Ismailciuc           | Sovjetunionen Pavel Charin Gratsian Botev         | Ungern Károly Wieland Ferenc Mohácsi         |
| Rom 1960 Detaljer...            | Sovjetunionen Leonid Geisjtor Sergej Makarenko     | Italien Aldo Dezi Francesco La Macchia            | Ungern Imre Farkas András Törő               |
| Tokyo 1964 Detaljer...          | Sovjetunionen Andrej Chimitj Stepan Osjtjepkov     | Frankrike Jean Boudehen Michel Chapuis            | Danmark Peer Nielsen John Sørensen           |
| Mexico City 1968 Detaljer...    | Rumänien Ivan Patzaichin Serghei Covaliov          | Ungern Tamás Wichmann Gyula Petrikovics           | Sovjetunionen Naum Prokupets Michail Zamotin |
| München 1972 Detaljer...        | Sovjetunionen Vladas Česiūnas Jurij Lobanov        | Rumänien Ivan Patzaichin Serghei Covaliov         | Bulgarien Fedia Damianov Ivan Burtchin       |
| Montréal 1976 Detaljer...       | Sovjetunionen Serhei Petrenko Aleksandr Vinogradov | Rumänien Gheorghe Danielov Gheorghe Simionov      | Ungern Tamás Buday Oszkár Frey               |
| Moskva 1980 Detaljer...         | Rumänien Ivan Patzaichin Toma Simionov             | Östtyskland Olaf Heukrodt Uwe Madeja              | Sovjetunionen Vasyl Jurtjenko Jurij Lobanov  |
| Los Angeles 1984 Detaljer...    | Rumänien Ivan Patzaichin Toma Simionov             | Jugoslavien Matija Ljubek Mirko Nišović           | Frankrike Didier Hoyer Éric Renaud           |
| Seoul 1988 Detaljer...          | Sovjetunionen Viktor Renejskij Nicolae Juravschi   | Östtyskland Olaf Heukrodt Ingo Spelly             | Polen Marek Dopierała Marek Łbik             |
| Barcelona 1992 Detaljer...      | Tyskland Ulrich Papke Ingo Spelly                  | Danmark Christian Frederiksen Arne Nielsson       | Frankrike Didier Hoyer Olivier Boivin        |
| Atlanta 1996 Detaljer...        | Tyskland Gunar Kirchbach Andreas Dittmer           | Rumänien Marcel Glăvan Antonel Borsan             | Ungern György Kolonics Csaba Horváth         |
| Sydney 2000 Detaljer...         | Rumänien Mitică Pricop Florin Popescu              | Kuba Ibrahim Rojas Leobaldo Pereira               | Tyskland Stefan Uteß Lars Kober              |
| Aten 2004 Detaljer...           | Tyskland Christian Gille Tomasz Wylenzek           | Ryssland Alexander Kostoglod Aleksandr Kovaljov   | Ungern György Kozmann György Kolonics        |
| Peking 2008 Detaljer...         | Belarus Andrej Bahdanovitj Aljaksandr Bahdanovitj  | Tyskland Christian Gille Tomasz Wylenzek          | Ungern György Kozmann Tamás Kiss             |
| London 2012 Detaljer...         | Tyskland Peter Kretschmer Kurt Kuschela            | Belarus Andrej Bahdanovitj Aljaksandr Bahdanovitj | Ryssland Aleksej Korovasjkov Ilja Pervuchin  |
| Rio de Janeiro 2016 Detaljer... | Tyskland Sebastian Brendel Jan Vandrey             | Brasilien Isaquias Queiroz Erlon Silva            | Ukraina Dmytro Iantjuk Taras Misjtjuk        |
| Tokyo 2020 Detaljer...          | Kuba Serguey Torres Fernando Jorge                 | Kina Liu Hao Zheng Pengfei                        | Tyskland Sebastian Brendel Tim Hecker        |

##### C-2 10 000 meter
| Spel                         | Guld                                        | Silver                                   | Brons                                     |
| Berlin 1936 Detaljer...      | Tjeckoslovakien Václav Mottl Zdeněk Škrland | Kanada Frank Saker Harvey Charters       | Österrike Rupert Weinstabl Karl Proisl    |
| London 1948 Detaljer...      | USA Steven Lysak Stephen Macknowski         | Tjeckoslovakien Václav Havel Jiří Pecka  | Frankrike Georges Dransart Georges Gandil |
| Helsingfors 1952 Detaljer... | Frankrike Georges Turlier Jean Laudet       | Kanada Kenneth Lane Donald Hawgood       | Tyskland Egon Drews Wilfried Soltau       |
| Melbourne 1956 Detaljer...   | Sovjetunionen Pavel Charin Gratsian Botev   | Frankrike Georges Dransart Marcel Renaud | Ungern Imre Farkas József Hunics          |

##### K-1 200 meter
| Spel                            | Guld               | Silver                | Brons                |
| London 2012 Detaljer...         | Ed McKeever (GBR)  | Saúl Craviotto (ESP)  | Mark de Jonge (CAN)  |
| Rio de Janeiro 2016 Detaljer... | Liam Heath (GBR)   | Maxime Beaumont (FRA) | Saúl Craviotto (ESP) |
| Rio de Janeiro 2016 Detaljer... | Liam Heath (GBR)   | Maxime Beaumont (FRA) | Ronald Rauhe (GER)   |
| Tokyo 2020 Detaljer...          | Sándor Tótka (HUN) | Manfredi Rizza (ITA)  | Liam Heath (GBR)     |

##### K-1 500 meter

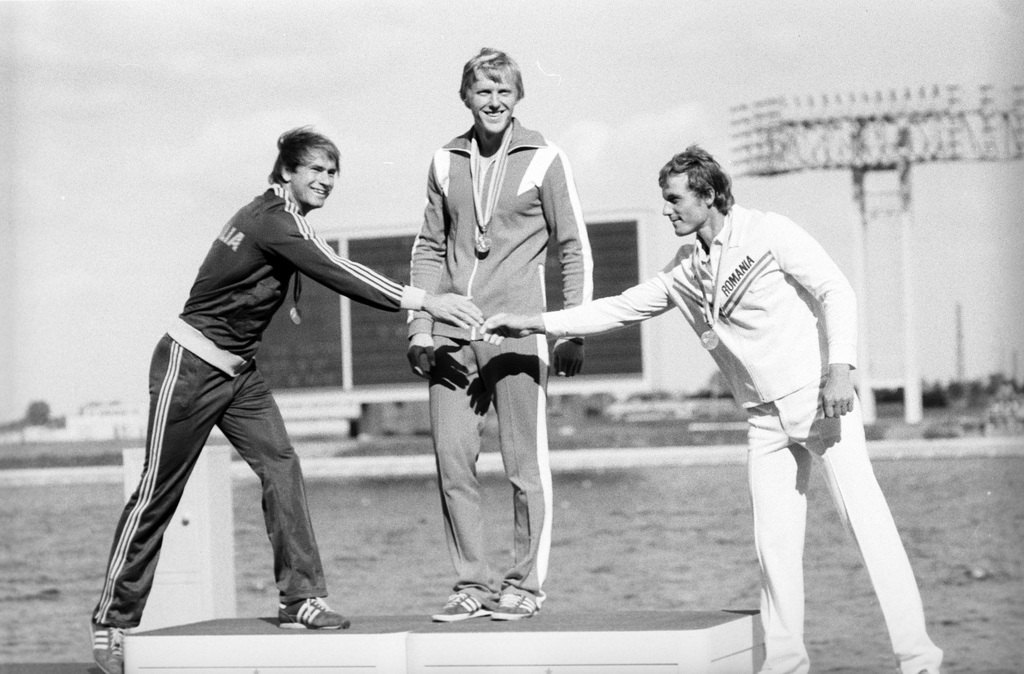
Medaljörerna i K-1 över 500 meter vid spelen i Moskva 1980.

| Spel                         | Guld                       | Silver                   | Brons                  |
| Montréal 1976 Detaljer...    | Vasile Dîba (ROU)          | Zoltán Sztanity (HUN)    | Rüdiger Helm (GDR)     |
| Moskva 1980 Detaljer...      | Vladimir Parfenovitj (URS) | John Sumegi (AUS)        | Vasile Dîba (ROU)      |
| Los Angeles 1984 Detaljer... | Ian Ferguson (NZL)         | Lars-Erik Moberg (SWE)   | Bernard Brégeon (FRA)  |
| Seoul 1988 Detaljer...       | Zsolt Gyulay (HUN)         | Andreas Stähle (GDR)     | Paul MacDonald (NZL)   |
| Barcelona 1992 Detaljer...   | Mikko Kolehmainen (FIN)    | Zsolt Gyulay (HUN)       | Knut Holmann (NOR)     |
| Atlanta 1996 Detaljer...     | Antonio Rossi (ITA)        | Knut Holmann (NOR)       | Piotr Markiewicz (POL) |
| Sydney 2000 Detaljer...      | Knut Holmann (NOR)         | Petar Merkov (BUL)       | Michael Kolganov (ISR) |
| Aten 2004 Detaljer...        | Adam van Koeverden (CAN)   | Nathan Baggaley (AUS)    | Ian Wynne (GBR)        |
| Peking 2008 Detaljer...      | Ken Wallace (AUS)          | Adam van Koeverden (CAN) | Tim Brabants (GBR)     |

##### K-1 4 x 500 meter
| Spel                 | Guld                                                                                | Silver                                                           | Brons                                                       |
| Rom 1960 Detaljer... | Tysklands förenade lag Dieter Krause Günther Perleberg Paul Lange Friedhelm Wentzke | Ungern Imre Szöllősi Imre Kemecsey András Szente György Mészáros | Danmark Erik Hansen Helmuth Nyborg Arne Høyer Erling Jessen |

##### K-1 10 000 meter
| Spel                         | Guld                     | Silver                   | Brons                |
| Berlin 1936 Detaljer...      | Ernst Krebs (GER)        | Fritz Landertinger (AUT) | Ernest Riedel (USA)  |
| London 1948 Detaljer...      | Gert Fredriksson (SWE)   | Kurt Wires (FIN)         | Eivind Skabo (NOR)   |
| Helsingfors 1952 Detaljer... | Thorvald Strömberg (FIN) | Gert Fredriksson (SWE)   | Michel Scheuer (GER) |
| Melbourne 1956 Detaljer...   | Gert Fredriksson (SWE)   | Ferenc Hatlaczki (HUN)   | Michel Scheuer (EUA) |

##### K-2 200 meter
| Spel                            | Guld                                         | Silver                                    | Brons                                      |
| London 2012 Detaljer...         | Ryssland Aleksandr Djatjenko Jurij Postrigaj | Belarus Raman Piatrusjenka Vadzim Machneu | Storbritannien Liam Heath Jon Schofield    |
| Rio de Janeiro 2016 Detaljer... | Spanien Saúl Craviotto Cristian Toro         | Storbritannien Liam Heath Jon Schofield   | Litauen Aurimas Lankas Edvinas Ramanauskas |

##### K-2 1000 meter

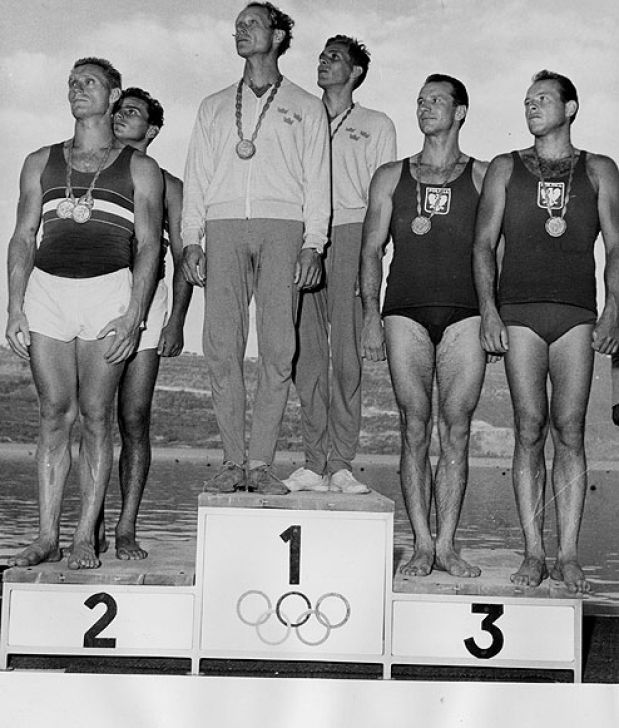
Medaljörerna i K-2 1 000 meter vid sommarspelen 1960.

| Spel                            | Guld                                                       | Silver                                          | Brons                                            |
| Berlin 1936 Detaljer...         | Österrike Adolf Kainz Alfons Dorfner                       | Tyskland Ewald Tilker Fritz Bondroit            | Nederländerna Nicolaas Tates Wim van der Kroft   |
| London 1948 Detaljer...         | Sverige Hans Berglund Lennart Klingström                   | Danmark Ejvind Hansen Jakob Jensen              | Finland Thor Axelsson Nils Björklöf              |
| Helsingfors 1952 Detaljer...    | Finland Kurt Wires Yrjö Hietanen                           | Sverige Lars Glassér Ingemar Hedberg            | Österrike Max Raub Herbert Wiedermann            |
| Melbourne 1956 Detaljer...      | Tysklands förenade lag Michel Scheuer Meinrad Miltenberger | Sovjetunionen Michail Kaaleste Anatoli Demitkov | Österrike Max Raub Herbert Wiedermann            |
| Rom 1960 Detaljer...            | Sverige Gert Fredriksson Sven-Olov Sjödelius               | Ungern András Szente György Mészáros            | Polen Stefan Kapłaniak Władysław Zieliński       |
| Tokyo 1964 Detaljer...          | Sverige Sven-Olov Sjödelius Gunnar Utterberg               | Nederländerna Antonius Geurts Paulus Hoekstra   | Tysklands förenade lag Heinz Büker Holger Zander |
| Mexico City 1968 Detaljer...    | Sovjetunionen Aleksandr Sjaparenko Volodymyr Morozov       | Ungern Csaba Giczi István Timár                 | Österrike Gerhard Seibold Günther Pfaff          |
| München 1972 Detaljer...        | Sovjetunionen Nikolaj Gorbatjov Viktor Kratasiuk           | Ungern József Deme János Rátkai                 | Polen Władysław Szuszkiewicz Rafał Piszcz        |
| Montréal 1976 Detaljer...       | Sovjetunionen Sergej Nagornyj Vladimir Romanovskij         | Östtyskland Joachim Mattern Bernd Olbricht      | Ungern Zoltán Bakó István Szabó                  |
| Moskva 1980 Detaljer...         | Sovjetunionen Vladimir Parfenovitj Sergej Tjuchraj         | Ungern István Szabó István Joós                 | Spanien Luis Gregorio Ramos Herminio Menéndez    |
| Los Angeles 1984 Detaljer...    | Kanada Hugh Fisher Alwyn Morris                            | Frankrike Bernard Brégeon Patrick Lefoulon      | Australien Barry Kelly Grant Kenny               |
| Seoul 1988 Detaljer...          | USA Greg Barton Norman Bellingham                          | Nya Zeeland Ian Ferguson Paul MacDonald         | Australien Peter Foster Kelvin Graham            |
| Barcelona 1992 Detaljer...      | Tyskland Kay Bluhm Torsten Gutsche                         | Sverige Kalle Sundqvist Gunnar Olsson           | Polen Grzegorz Kotowicz Dariusz Białkowski       |
| Atlanta 1996 Detaljer...        | Italien Daniele Scarpa Antonio Rossi                       | Tyskland Kay Bluhm Torsten Gutsche              | Bulgarien Andrian Dushev Milko Kazanov           |
| Sydney 2000 Detaljer...         | Italien Antonio Rossi Beniamino Bonomi                     | Sverige Markus Oscarsson Henrik Nilsson         | Ungern Krisztián Bártfai Krisztián Veréb         |
| Aten 2004 Detaljer...           | Sverige Markus Oscarsson Henrik Nilsson                    | Italien Antonio Rossi Beniamino Bonomi          | Norge Eirik Verås Larsen Nils Olav Fjeldheim     |
| Peking 2008 Detaljer...         | Tyskland Andreas Ihle Martin Hollstein                     | Danmark Kim Wraae Knudsen René Holten Poulsen   | Italien Andrea Facchin Antonio Scaduto           |
| London 2012 Detaljer...         | Ungern Rudolf Dombi Roland Kökény                          | Portugal Fernando Pimenta Emanuel Silva         | Tyskland Andreas Ihle Martin Hollstein           |
| Rio de Janeiro 2016 Detaljer... | Tyskland Max Rendschmidt Marcus Gross                      | Serbien Marko Tomićević Milenko Zorić           | Australien Ken Wallace Lachlan Tame              |
| Tokyo 2020 Detaljer...          | Australien Jean van der Westhuyzen Thomas Green            | Tyskland Max Hoff Jacob Schopf                  | Tjeckien Josef Dostál Radek Šlouf                |

##### K-2 10 000 meter
| Spel                         | Guld                                     | Silver                                            | Brons                                |
| Berlin 1936 Detaljer...      | Tyskland Paul Wevers Ludwig Landen       | Österrike Viktor Kalisch Karl Steinhuber          | Sverige Tage Fahlborg Helge Larsson  |
| London 1948 Detaljer...      | Sverige Gunnar Åkerlund Hans Wetterström | Norge Ivar Mathisen Knut Østby                    | Finland Thor Axelsson Nils Björklöf  |
| Helsingfors 1952 Detaljer... | Finland Kurt Wires Yrjö Hietanen         | Sverige Gunnar Åkerlund Hans Wetterström          | Ungern Ferenc Varga József Gurovits  |
| Melbourne 1956 Detaljer...   | Ungern János Urányi László Fábián        | Tysklands förenade lag Fritz Briel Theodor Kleine | Australien Dennis Green Walter Brown |

##### F1 10 000 meter
| Spel                    | Guld                   | Silver                | Brons               |
| Berlin 1936 Detaljer... | Gregor Hradetzky (AUT) | Henri Eberhardt (FRA) | Xaver Hörmann (GER) |

##### F-2 10 000 meter
| Spel                    | Guld                                  | Silver                            | Brons                                     |
| Berlin 1936 Detaljer... | Sverige Sven Johansson Erik Bladström | Tyskland Willi Horn Erich Hanisch | Nederländerna Piet Wijdekop Cees Wijdekop |

Noteringar
1. ↑  Jevgenij Šuklin från Litauen tog ursprungligen silvermedaljen men diskvalificerades för doping efter att proverna testats om 2019.[1]